# Georges Gaudy (affichiste)
Pour les articles homonymes, voir Gaudy.
Ne doit pas être confondu avec Georges Gaudy.

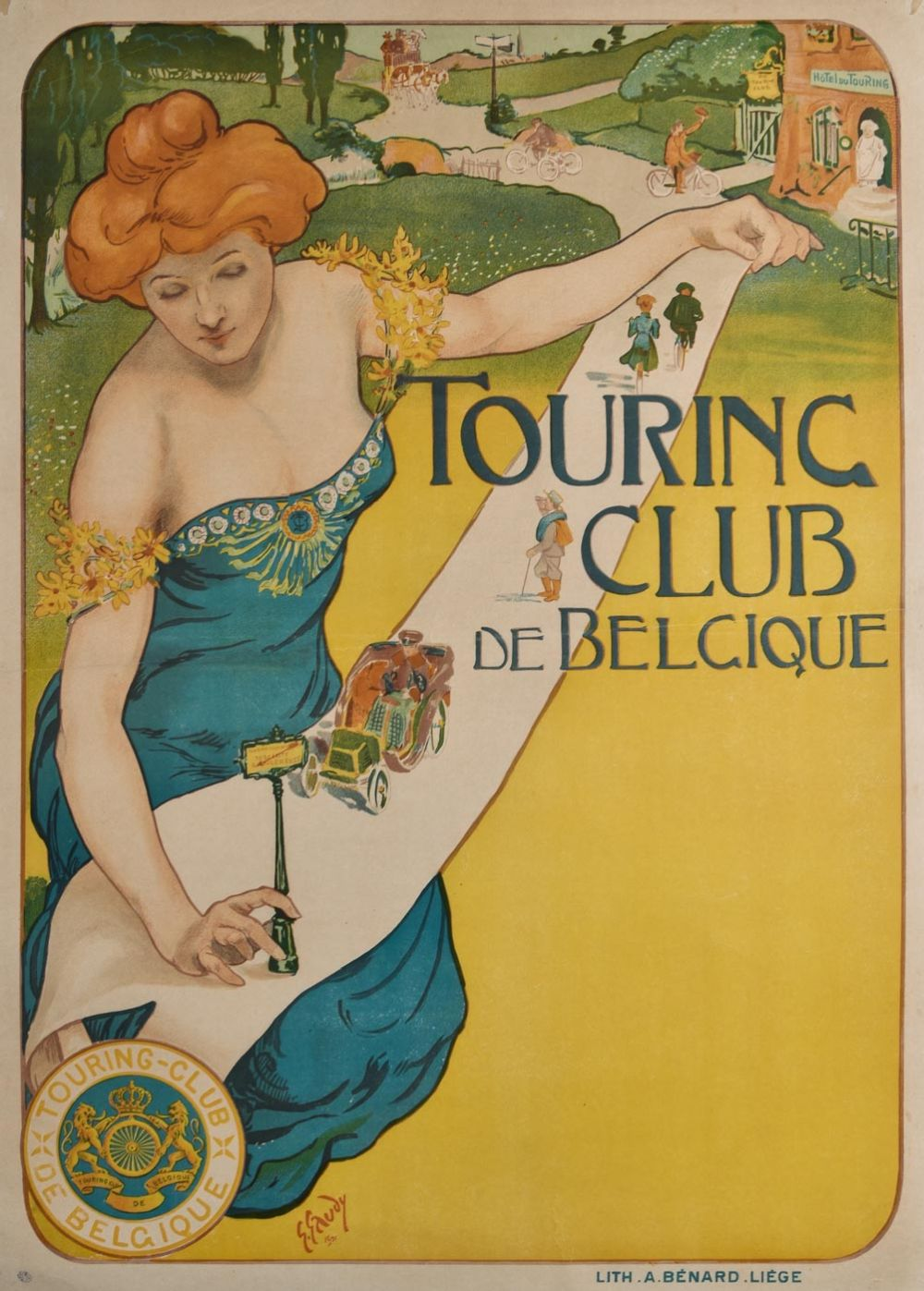
Touring Club de Belgique 1901.

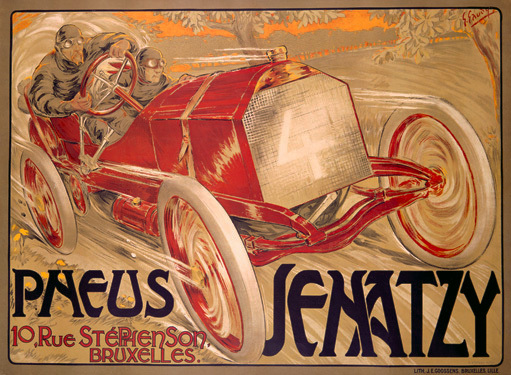
Affiche Pneus Jenatzy (1906).

Georges Gaudy, né le 6 octobre 1872 à Saint-Josse-ten-Noode et mort le 7 février 1941 à Uccle, est un peintre, graveur et affichiste belge de la période Art nouveau, ainsi qu'un cycliste.

## Biographie
Georges Gaudy naît le 6 octobre 1872 à Saint-Josse-ten-Noode.
On ne sait rien de sa formation artistique, mais la qualité professionnelle de ses œuvres suggère qu'il n'était pas autodidacte.
Il est actif à Bruxelles et expose des dessins en couleur au Salon de la Société Nationale des Aquarellistes et Pastellistes de Belgique de 1913.
Il travaille principalement sur des affiches publicitaires pour les fabricants de bicyclettes et l'industrie automobile. Il crée également des portraits de femmes en peinture à l'huile. Il est également un cycliste accompli et remporte plusieurs prix.
Certaines de ses œuvres présentent des caractéristiques du luminisme. Il participe à des expositions d'art belge.
Gaudy est membre de la Société des Aquafortistes Belges et du Cercle Artistique et Littéraire de Bruxelles. Il est basé à Bruxelles et à Linkebeek.